# Suicide Squad: The Album
Suicide Squad: The Album è la colonna sonora dell'omonima pellicola cinematografica del 2016, diretta da David Ayer e distribuita a livello globale da Warner Bros. Pictures. La maggior parte delle tracce contenute nella colonna sonora sono canzoni inedite scritte dai vari autori appositamente per il film.
Il disco ha venduto più di 621 000 copie in tutto il mondo e ha debuttato al vertice di numerose classifiche. In particolare le tracce di maggiore successo sono state Purple Lamborghini e Sucker for Pain.
Pubblicata in concomitanza con la data di pubblicazione ufficiale di tale film, cioè il 5 agosto 2016, la soundtrack è stata anticipata dal singolo apripista di successo Heathens dei Twenty One Pilots.

## Tracce
1. Skrillex, Rick Ross – Purple Lamborghini – 3:35
2. Lil Wayne, Wiz Khalifa, Imagine Dragons (con Logic, Ty Dolla $ign & X Ambassadors) – Sucker for Pain – 4:03
3. Twenty One Pilots – Heathens – 3:15
4. Action Bronson, Mark Ronson e Dan Auerbach – Standing in the Rain – 3:22
5. Kehlani – Gangsta – 2:57
6. Kevin Gates – Know Better – 3:28
7. Grace (feat. G-Eazy) – You Don't Own Me – 3:19
8. Eminem – Without Me – 4:52
9. Skylar Grey – Wreck Havoc – 3:48
10. Grimes – Medieval Warfare – 3:01
11. Panic! at the Disco – Bohemian Rhapsody – 6:01
12. War – Slippin' Into Darkness – 3:47
13. Creedence Clearwater Revival – Fortunate Son – 2:18
14. ConfidentialMX feat. Becky Hanson – I Started a Joke – 3:10